# Ленард Нимой
Ленард Саймън Нимой (на английски: Leonard Simon Nimoy) е американски актьор, режисьор, поет и фотограф, носител на три награди „Сатурн“ и номиниран за три награди „Хюго“ и четири награди „Еми“. Най-известен е с ролята на Спок в телевизионния сериал „Стар Трек: Оригиналният сериал“ и в следващите игрални филми в „Стар Трек“ вселената. Също и в ролята на Уилям Бел от сериала „Експериментът“. От 1985 г. има звезда на Холивудската алея на славата.

## Биография
Ленард Саймън Нимой е роден на 26 март 1931 г. в гр. Бостън, САЩ, в семейството на еврейски имигранти от Украйна. По време на неговото раждане родителите, Дора и Макс Нимой, вече имат пет годишен син, Мелвин. Дора е домакиня, а Макс имал собствен фризьорски салон. Нимой учи в Бостън в английска гимназия.
Докато служи в армията на САЩ (1953 – 1955), Нимой среща Сенди Зобер и се оженва за нея през 1954 г. От брака си имат две деца – Джули (1955) и Адам (1956). След завръщането си от армията Нимой продължава кариерата си, въпреки че е трябвало да си търси работа в ресторанти и да кара такси.
През 1973 г. прави първа изложба на свои снимки в галерия. Почти по същото време той публикува книга със стихове, „Ти и аз“, а през 1977 г. получава магистърска степен в областта на образованието. През 1987 г. Ленард и Сенди се развеждат и той повторно се жени през 1988 г. Втората му съпруга, Сюзън Bay Нимой,
вече има син от първия си брак, Аарон.
През септември 2000 г. Нимой в университета Антиок в Охайо получава почетната титла доктор по хуманитарни науки за дейност в памет на жертвите на Холокоста, както и за приноса му в областта на изкуството и околната среда. През последните години има подновен интерес към фотографията и все още продължава да присъства на конференции и да участва в различни проекти по тази тема. В началото на 2003 г. Нимой и Сюзън основават „Фонд Нимой“, който е проектиран да насърчава и подкрепя работата на млади художници. „Фонд Нимой“ си поставя следните цели: финансиране на организации, които подкрепят млади художници, както и да им осигури помещения и материали за работа и да осигурява връзка на младите художници с различни институции, където могат да се развият; подпомагане на млади художници, които учат другите, както и да вдъхновява други филантропи в подкрепа на изкуствата.
Умира на 27 февруари 2015 г. на възраст 83 години от усложнение на белодробно заболяване.

## Кариера
Нимой се появява за първи път на сцена в пиесата „Хензел и Гретел“ на осемгодишна възраст, и продължава да играе в аматьорски представления до 18-годишна възраст. На тази възраст той напуска дома си и отива в Калифорния, за да започне сериозна кариера. След една година в Холивуд, на 20-годишна възраст, получава главната роля във филма „Kid Monk Baroni“.
Успехът идва при Нимой, след като той се появява в епизодична роля във филма „Лейтенантът“, където той е открит от Джийн Родънбъри, а след това на Нимой е предложена ролята на вулканеца г-н Спок в „Star Trek“. Този успех е последван от нов успех в телевизионния сериал „Мисията невъзможна“ (1966 – 1973), в който Нимой играе майстор на маскировка.
През 2007 г. Нимой е одобрен като стария Спок във филма „Star Trek XI“, който бе представен през 2009 г. Филмът събира добри отзиви, и феновете са ентусиазирани от играта на Нимой в дълготрайния епос. След това Нимой се снима в телевизионния сериал „Експериментът“, има добри работни отношения с Абръмс, режисьора на „Star Trek XI“. Също така беше обявено, че Никой ще участва в презапис на „Star Trek Online“, създаден на базата на „Star Trek Space“. И след това Нимой продължава да води активен живот, фотографира и редовно посещава различни събития. През 2011 г. изиграва самия себе си в алтернативно музикално видео на Бруно Марс.

## Любопитни факти
- От 1985 г. има звезда на Холивудската алея на славата.[2]
- Астероидът 4864 Нимой е кръстен в чест на Ленард Нимой.[3]
- През 2000 г. получава почетната титла доктор по хуманитарни науки от университета Антиок в Охайо, за дейност в памет на жертвите на Холокоста.[4]
- През 2012 г. получава почетен докторат по литература от Бостънския университет.[5]

## Галерия
- Ленард Нимой и Уилям Шатнър в „Стар Трек“, 1968 г.
- Ленард Нимой като Спок, 1967 г.
- Актьорския състав от сериала „Стар Трек“
- Ленард Нимой през 2011 г.